# Randolph B. Marcy
Pour les articles homonymes, voir Marcy.
Randolph Barnes Marcy (9 avril 1812, à Greenwich (Massachusetts) - 22 novembre 1887, à West Orange, New Jersey) est un brigadier-général durant la guerre de Sécession.